# Robert R. Livingston
Robert Robert Livingston (Ciudad de Nueva York, 27 de noviembre de 1746 - Clermont, Estado de Nueva York, 26 de febrero de 1813) fue un abogado, político y diplomático estadounidense, uno de los padres fundadores de los Estados Unidos. Fue miembro del Comité de los Cinco que redactó la Declaración de Independencia, junto con Thomas Jefferson, Benjamin Franklin, John Adams y Roger Sherman. Livingston administró el juramento de oficio de George Washington cuando este asumió la presidencia en 1789.

## Primeros años
Livingston era el hijo menor del juez Robert Livingston (1718–1775) y de Margaret (apellido de soltera Beekman) Livingston, provenientes de dos familias adineradas del valle del río Hudson. Sus nueve hermanos y hermanas, una vez casados, se establecieron cerca de la casa de sus padres, Clermont Manor. Su hermano menor Edward (1764-1836) fue embajador de los Estados Unidos en Francia, y sus hermanas Gertrude (1757–1833), Janet (fallecida en 1824), Alida (1761-1822) y Joanna (1759-1827) contrajeron matrimonio con el gobernador Morgan Lewis (1754–1844), Richard Montgomery, John Armstrong Jr. (1758–1843) (quien lo sucedió como embajador de los Estados Unidos en Francia) y Peter R. Livingston (1766–1847), respectivamente.
Sus abuelos paternos eran Robert Livingston (1688–1775) de Clermont y Margaret Howarden (1693–1758). Sus bisabuelos, Robert Livingston (el Viejo; 1654–1728) y Alida (apellido de soltera Schuyler) Van Rensselaer Livingston, hija del terrateniente Philip Pieterse Schuyler (1628–1683). Su tío abuelo era Philip Livingston (1686–1749), segundo lord de Livingston Manor. Livingston, miembro de una familia extensa y prominente, discutía a menudo con sus parientes.
Livingston se graduó de King's College en junio de 1765 y obtuvo su matrícula de abogado en 1773. King's College fue renombrado como Columbia College en 1784, después de la Revolución de las Trece Colonias.

## Carrera

### Juez auxiliar de la ciudad de Nueva York
En octubre de 1773, Livingston fue elegido juez auxiliar de la ciudad de Nueva York, pero poco tiempo después se unió al Partido Whig, formado por patriotas, y fue reemplazado por John Watts Jr.

### Canciller de Nueva York
El 30 de julio de 1777, Livingston se convirtió en el primer canciller de Nueva York, que en ese momento era el puesto judicial más alto del estado. Entre 1781 y 1783, se desempeñó como el primer secretario de Asuntos Exteriores de los Estados Unidos, bajo los Artículos de la Confederación.
El 30 de abril de 1789, Livingston administró el juramento de oficio de George Washington en su primera investidura presidencial, en Federal Hall, ciudad de Nueva York, la capital de la nación en ese entonces.
Ese mismo año, Livingston se unió a los republicanos de Jefferson (más tarde conocidos como Demócratas-Republicanos), y formó una alianza inestable con su antiguo rival George Clinton y con Aaron Burr, quien era nuevo en la política. Livingston se opuso al Tratado de Jay y a otras iniciativas del Partido Federalista, fundado y liderado por sus excolegas Alexander Hamilton y John Jay. En 1798, Livingston fue candidato a gobernador de Nueva York por el Partido Demócrata-Republicano, pero perdió contra John Jay, el gobernador en funciones.
Livingston renunció a su puesto como canciller después de veinticuatro años, el 30 de junio de 1801. Durante ese período, fue conocido en todo el país como "The Chancellor" ("El canciller"), e incluso una vez retirado sus interlocutores continuaron dirigiéndose a él como "canciller Livingston" durante el resto de su vida.

### Declaración de Independencia

El Comité de los Cinco, de pie en el centro en Declaración de Independencia, John Trumbull, 1817. Thomas Jefferson presenta el boceto de la Declaración al Segundo Congreso Continental, con Benjamin Franklin a su lado. Detrás de él se encuentran, de izquierda a derecha, John Adams, Roger Sherman y Livingston.

El 11 de julio de 1776, Livingston fue seleccionado para formar parte de un comité del Segundo Congreso Continental, conocido como el Comité de los Cinco, con el objetivo de escribir la Declaración de Independencia de los Estados Unidos. Los demás miembros del comité eran John Adams, Benjamin Franklin, Thomas Jefferson y Roger Sherman.
Después de establecer la estructura general del documento, el comité decidió que Jefferson escribiría la primera versión. El comité analizó el esbozo de Jefferson y le hizo varios cambios antes de presentarlo ante el Congreso el 28 de junio de 1776.
Antes de tener la oportunidad de firmar la versión final de la Declaración, Livingston fue llamado de urgencia por su estado. Sin embargo, envió a su primo, Philip Livingston, a que firmara el documento en su lugar. Otro primo, William Livingston, firmaría la Constitución de los Estados Unidos.

### Embajador de los Estados Unidos en Francia
Cuando Thomas Jefferson asumió la presidencia el 4 de marzo de 1801, designó a Livingston como embajador en Francia. Livingston ocupó el cargo entre 1801 y 1804 y estuvo a cargo de la negociación que terminó en la compra de Luisiana. Después de firmar el acuerdo en 1803, Livingston pronunció las siguientes palabras:

Hemos vivido mucho, pero este es el trabajo más noble de nuestras vidas (...) Estados Unidos se convierte en este día en una de las principales potencias del mundo.

En Francia, Livingston conoció a Robert Fulton, con quien desarrolló el primer barco de vapor viable, el North River Steamboat. Estableció que el puerto del barco fuese en la mansión familiar de los Livingston, Clermont Manor, en Clermont, Nueva York. En su primer viaje, el barco partió desde Nueva York con Livingston como pasajero, se detuvo por un breve período de tiempo en Clermont Manor, y continuó rumbo hacia Albany por el río Hudson; logró completar en poco menos de sesenta horas un viaje que antes tomaba casi una semana en un barco de vela sloop. En 1811, Fulton y Livingston se convirtieron en miembros de Erie Canal Commission.

### Últimos años
Livingston era masón, y en 1784 fue elegido como el primer Gran Maestro de la Logia de Nueva York, título que mantuvo hasta 1801. La biblioteca de la Logia, ubicada en Manhattan, lleva su nombre. La biblia que Livingston usó para administrar el juramento de oficio del presidente Washington es propiedad de la Logia de St. John número 1, y aún se utiliza hoy en día cuando se nombra al Gran Maestro, y, si así lo requiere, cuando asume un nuevo presidente de los Estados Unidos.
El 4 de julio de 1786, Livingston formó parte del segundo grupo elegido como miembros honorarios de la Sociedad de los Cincinnati, junto con los jueces Richard Morris, James Duane y John Sloss Hobart, y el congresista continental William Duer.

## Vida privada

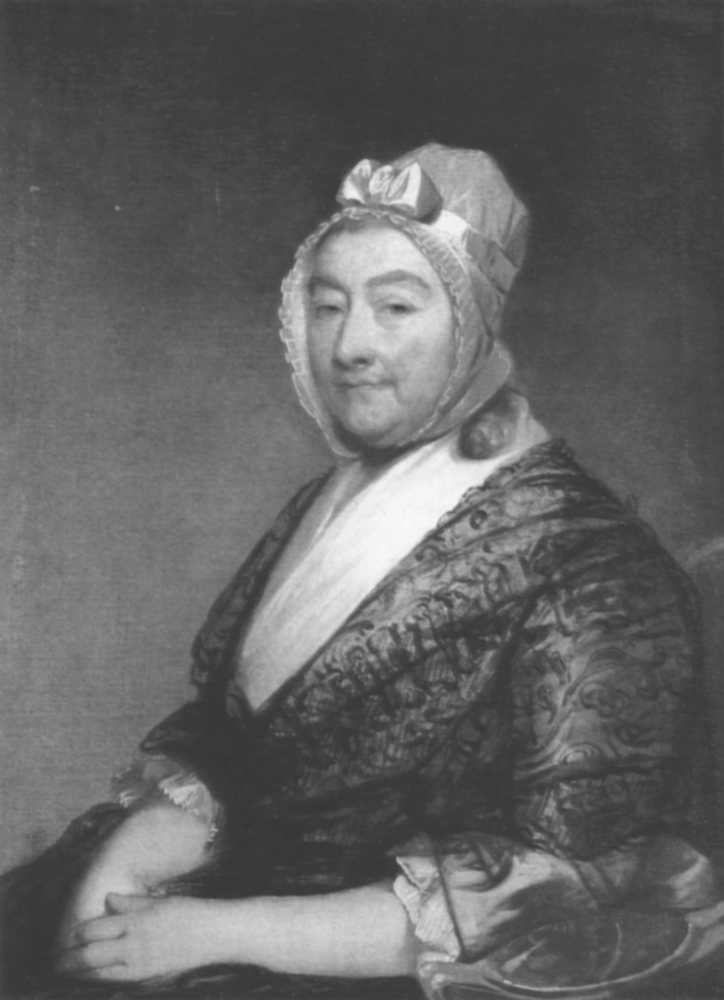
Margaret Beekman Livingston, madre del canciller Robert R. Livingston.

El 9 de septiembre de 1770, Livingston contrajo matrimonio con Mary Stevens (1751–1814), hija del congresista John Stevens y hermana del inventor John Stevens III. Una vez casados, construyó una casa para él y su esposa al sur de Clermont, a la que llamó Belvedere. El Ejército Británico, bajo comando del general John Burgoyne, incendió la casa por completo junto con Clermont en 1777. En 1794, Livingston construyó un nuevo hogar llamado New Clermont (más tarde renombrado como Arryl House, transcripción fonética de sus iniciales "RRL"), que sería descrito como "el hogar más espacioso de los Estados Unidos", y estableció allí una biblioteca de cuatro mil volúmenes. Robert y Mary tuvieron dos hijas:
- Elizabeth Stevens Livingston (1780–1829), casada con el teniente gobernador Edward Philip Livingston (1779–1843), nieto de Philip Livingston, el 20 de noviembre de 1799.
- Margaret Maria Livingston (1783–1818), casada con Robert L. Livingston (1775–1843), hijo de Walter Livingston y Cornelia Schuyler, el 10 de julio de 1799.

Livingston falleció el 26 de febrero de 1813 y fue sepultado en la cripta de la familia en la iglesia St. Paul, ubicada en Tivoli, Nueva York.

### Familia Livingston
Mediante su hija mayor, Elizabeth, Livingston tuvo cuatro nietos:
- Margaret Livingston (1808–1874), casada con David Augustus Clarkson (1793–1850)[15]
- Elizabeth Livingston (1813–1896), casada con Edward Hunter Ludlow (1810–1884)[16]
- Clermont Livingston (1817–1895), casado con Cornelia Livingston (1824–1851)[12]
- Robert Edward Livingston (1820–1889), casado con Susan Maria Clarkson de Peyster (1823–1910)[17][18]

## Legado y honores
Los condados de Livingston en Kentucky y en Nueva York fueron nombrados en su honor.
El estado de Nueva York comisionó una estatua de Livingston, realizada por Erastus Dow Palmer, para ser colocada en el National Statuary Hall del Capitolio de los Estados Unidos, siguiendo la tradición de seleccionar dos individuos de cada estado para recibir dicho homenaje.
Livingston está incluido en el frontón del Monumento a Thomas Jefferson, junto con los demás miembros del Comité de los Cinco.
El rascacielos Robert Livingston, ubicado en el número 85 de la calle Livingston en Brooklyn, Nueva York, fue nombrado en su honor.
En 1904, el Servicio Postal de los Estados Unidos lanzó una serie de sellos postales en conmemoración del centenario de la compra de Luisiana, junto con las figuras más representativas de esta transformación histórica. El grabado de Livingston fue tomado de una pintura el óleo realizada en 1794 por  Gilbert Stuart (1755-1828).

## Lectura complementaria
- Bonham, Jr., Milledge L. "Robert R. Livingston". en Samuel Flagg Bemis, ed. The American Secretaries of State and their diplomacy V.1 (1928) págs. 115–92.
- Brecher. Frank W. Negotiating the Louisiana Purchase: Robert Livingston's Mission to France, 1801–1804 (McFarland, 2006)
- Dangerfield, George. Chancellor Robert R. Livingston of New York, 1746–1813 (1960)